# Agapetus gonophorus
Agapetus gonophorus är en nattsländeart som beskrevs av Wolfram Mey 1996. Agapetus gonophorus ingår i släktet Agapetus och familjen stenhusnattsländor. Inga underarter finns listade i Catalogue of Life.